# Kainan
Kainan (jap. 海南市 Kainan-shi) – miasto w Japonii w prefekturze Wakayama na wyspie Honsiu.

## Położenie
Miasto leży w północnej części prefektury nad Oceanem Spokojnym. Kainan graniczy z miastami:
- Kinokawa
- Wakayamą
- Aridą

## Historia
Kainan powstało 1 maja 1934 z połączenia miasteczek: Kuroe, Uchinomi, Nimachikata i wsi Ono.